# Warrington Wolves
Warrington Wolves es un equipo profesional de rugby league de Inglaterra con sede en la ciudad de Warrington.
Participa anualmente en la Super League, la principal competición de la disciplina en el país.
El equipo hace como local en el Halliwell Jones Stadium, con una capacidad de 15.200 espectadores.

## Historia
El equipo fue fundado en 1895, siendo uno de los clubes fundadores de la Rugby Football League, la asociación inglesa de rugby league.
El equipo participó en la primera edición del campeonato inglés de rugby league, finalizando en la 13° posición.
Durante su larga historia, el club ha logrado 3 campeonatos nacionales y 9 copas nacionales.

## Palmarés

### Campeonatos Nacionales
- Super League (3): 1947-48, 1953-54, 1954-55
- Challenge Cup[2] (9): 1905, 1907, 1950, 1954, 1974, 2009, 2010, 2012, 2019
- League Leaders' Shield (2): 2011, 2016